# 폴 고사
폴 앤서니 고사(영어: Paul Anthony Gosar, 1958년 11월 27일 ~ )는 미국 공화당 소속의 정치인이다. 2011년 현 애리조나주 하원의원으로 재직중이다. 치과의사 출신으로 알려져 있다.
고사 의원은 2015년 1월 출범한 공화당 내 강경 보수파 집단인 프리덤 코커스의 일원이다.
고사 의원은 2015년 9월 프란치스코 교황이 미국을 방문했을 때, "프란치스코 교황이 좌파 정치인처럼 행동해 의회 합동연설에 불참한다"고 선언하며 연설장에 나타나지 않았다.

## 역대 선거 결과
| 선거명      | 직책명                        | 대수  | 정당   | 득표율 | 득표수    | 결과 | 당락                     |
| ----------- | ----------------------------- | ----- | ------ | ------ | --------- | ---- | ------------------------ |
| 2010년 선거 | 하원의원 (애리조나 제1선거구) | 112대 | 공화당 | 49.72% | 112,816표 | 1위  | 애리조나주 하원의원 당선 |
| 2012년 선거 | 하원의원 (애리조나 제4선거구) | 113대 | 공화당 | 66.83% | 162,907표 | 1위  | 애리조나주 하원의원 당선 |
| 2014년 선거 | 하원의원 (애리조나 제4선거구) | 114대 | 공화당 | 69.96% | 122,560표 | 1위  | 애리조나주 하원의원 당선 |
| 2016년 선거 | 하원의원 (애리조나 제4선거구) | 115대 | 공화당 | 71.45% | 203,487표 | 1위  | 애리조나주 하원의원 당선 |
| 2018년 선거 | 하원의원 (애리조나 제4선거구) | 116대 | 공화당 | 68.17% | 188,842표 | 1위  | 애리조나주 하원의원 당선 |
| 2020년 선거 | 하원의원 (애리조나 제4선거구) | 117대 | 공화당 | 69.74% | 278,002표 | 1위  | 애리조나주 하원의원 당선 |
| 2022년 선거 | 하원의원 (애리조나 제9선거구) | 118대 | 공화당 | 97.77% | 192,796표 | 1위  | 애리조나주 하원의원 당선 |
| 2024년 선거 | 하원의원 (애리조나 제9선거구) | 119대 | 공화당 | 65.30% | 249,583표 | 1위  | 애리조나주 하원의원 당선 |

## 참고 자료
- 위키미디어 공용에 폴 고사 관련 미디어 분류가 있습니다.
- 미국 의원 인물 소개
- 폴 고사 - X
- 폴 고사 - 페이스북